# 毛孢壳目
毛孢壳目为粪壳菌纲的一科真菌。

## 下属分类
- 毛孢壳科 Coniochaetaceae

毛孢壳目下未指定科的属：
- Pseudogliomastix